# آبار انجاصة

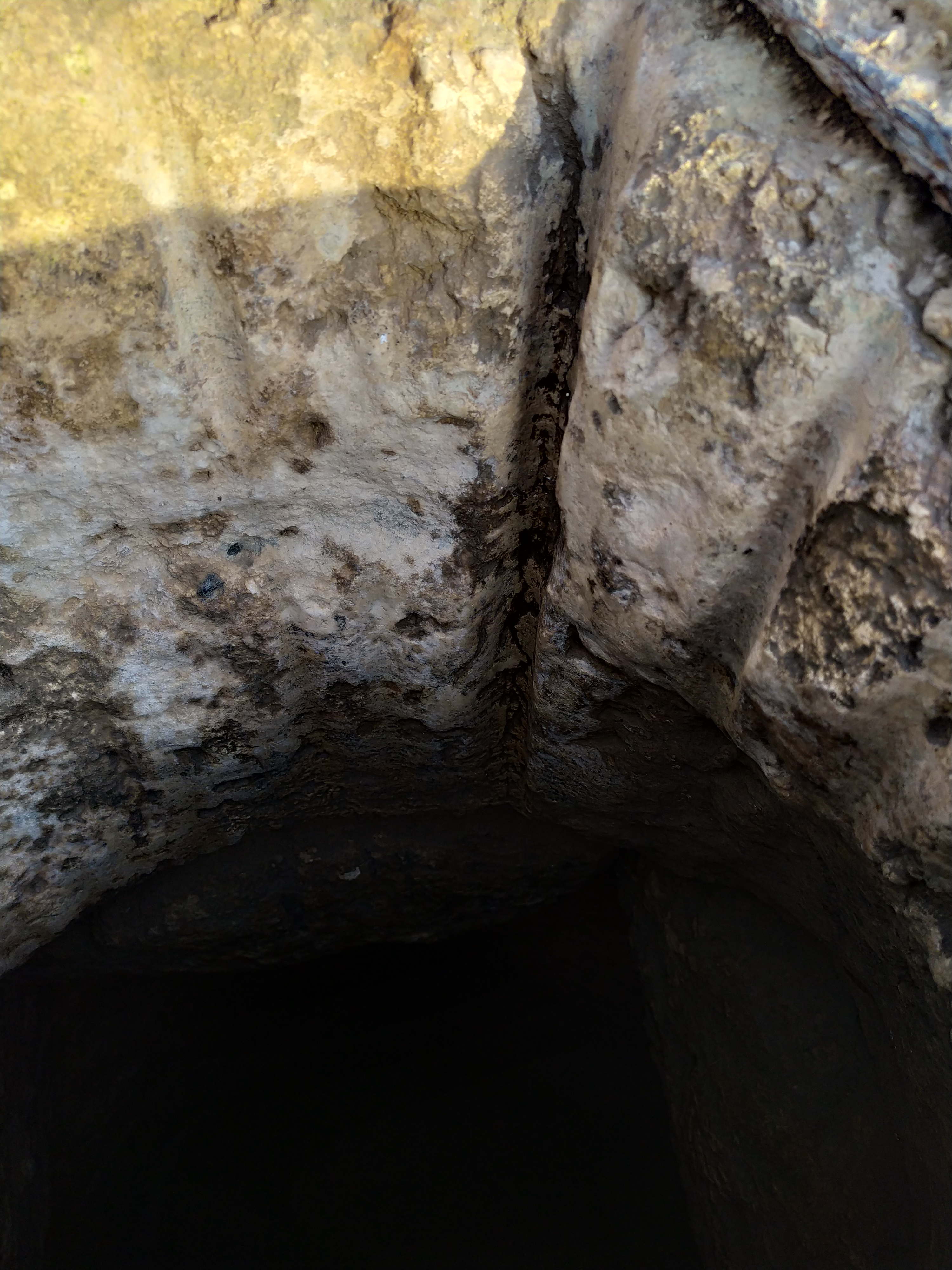
آبار مياه قديمة محفورة في الصخر على شكل انجاصة بمحافظة الخليل جنوب الضفة الغربية

آبار انجاصة هو مصطلح يطلق على آبار تجميع مياه الأمطار المحفورة في الصخور في باطن الأرض،بحيث يكون البئر ذات عنق رفيع وطويل وقاعدة دائريه واسعة على شكل حبه كمثرى (يسمى انجاصة).

## الاستخدام
- تجميع مياه الأمطار للشرب والري والزراعة.[8]

- الوصول للمياه الجوفية القريبة.

## الميزات
- القدرة على تحمل ضغط الأحمال الموجودة على سطح الأرض.[9]
- استعمال المساحة العلوية للسطح بدون مخاطر.

- القدرة على التماسك وعدم الانهيار لسنوات طويلة.
- تستخدم بكثرة في الأراضي الفلسطينية حيث تحفر في الصخر الجيري.